# طوطی چشم‌گوشه‌سیاه
طوطی چشم‌گوشه‌سیاه (نام علمی: Tanygnathus gramineus) نام یک گونه از تیره طوطیان است.